# Conversione interna (chimica)
La conversione interna (abbreviato in IC, dal termine inglese Internal conversion)  è una transizione in una molecola da uno stato elettronico più elevato in energia ad uno meno elevato in cui l'energia liberata dal decadimento (diseccitazione) è convertita in energia cinetica vibrazionale o rotazionale.
La transizione avviene pertanto senza emissione di fotoni (tutta l'energia si trasforma in moto vibro-rotazione, e quindi in calore), si tratta quindi di un decadimento non radiativo.
Il fenomeno dipende dalla temperatura.
La conversione interna differisce dall'incrocio intersistema perché, anche se entrambi sono metodi non radiativi di diseccitazione, lo stato di spin molecolare nel caso della conversione interna rimane uguale, mentre cambia in quello dell'incrocio intersistema.
Tale processo è competitivo con gli altri fenomeni di diseccitazione. In tal modo non vi è, o risulta fortemente smorzata, la fluorescenza che sarebbe derivata dall'energia liberata dall'elettrone decaduto.